# Eremochernes
Eremochernes es un género de arácnido del orden Pseudoscorpionida de la familia Cheliferidae.

## Especies
Las especies de este género son:
- Eremochernes gracilipes (Redikorzev, 1922)
- Eremochernes secundus Beier, 1937